# Andreas Seppi
Andreas Seppi (Bolzano, Italija, 21. veljače 1984.) umirovljeni je talijanski tenisač. 

## Teniska karijera
Seppi se tenisom počeo profesionalno baviti 2002. dok je nakon dvije godine postao članom talijanske teniske reprezentacije s kojom je igrao u Davis Cup susretu protiv Gruzije gdje je poražen od Iraklija Labadzea u pet setova. Iste godine je na challengeru u Kitzbühelu izgubio od njemačkog protivnika Rainera Schüttlera nakon što nije uspio iskoristiti čak deset poena za pobjedu. Već nakon nekoliko tjedana, Seppi se uspio revanširati Schüttleru pobijedivši ga u prvom kolu US Opena.
18. lipnja 2011. Seppi je osvojio svoj prvi ATP turnir u Eastbourneu. Time je postao prvi talijanski tenisač u povijesti koji je osvojio turnir koji se igra na travi. To je ujedno bio i prvi turnir koji je osvojio neki talijanski tenisač od 2006. kada je Volandri bio pobjednik ATP Palerma.
Svoj drugi turnir je osvojio 6. svibnja 2012. na Serbia Openu čime je postao posljednji pobjednik beogradskog turnira jer je kasnije ukinut.
Andreas Seppi je 21. listopada 2012. bio pobjednik dvoranskog turnira u Moskvi koji se igra na tvrdoj podlozi pobijedivši Thomaza Belluccija. Taj turnir je imao imao posebnu vrijednost za Seppija jer je time postao prvi Talijan ikad koji je osvojio ATP turnire na tri različite podloge: travi, zemlji i betonu.
U prvom kolu Davis Cupa 2013. u kojem je Italija bila domaćin, Seppi je pobijedio Dodiga u tri seta čime je izjednačio ukupni rezultat na 1:1. Kasnije Čilić pobjeđuje Seppija u trećem meču čime Hrvatska izjednačuje na 2:2. To je bio njihov ukupno deseti dvoboj a nakon pobjede, Čilić je uspješniji s međusobnim omjerom od šest pobjeda i četiri poraza. U odlučujućem petom meču, Ivan Dodig je izgubio od Fabija Fogninija čime je Hrvatska neočekivano izgubila s ukupnim rezultatom 3:2. a Italija se plasirala u četvrtfinale Davis Cupa.
S talijanskom Davis Cup reprezentacijom stigao je do polufinala ovog natjecanja 2014. godine gdje su Talijani izgubili na gostovanju kod Švicarske ukupnim rezultatom 3:2. Nakon što je Roger Federer pobjedom nad Fogninijem osigurao prolaz Švicaraca u finale, Seppi je u posljednjem susretu pobijedio Michaela Lammera s 4-6, 6-1, 4-6.
Na prvom Grand Slam turniru sezone, Australian Openu održanom 2015. godine, Seppi je iznenađujuće u trećem kolu pobijedio četverostrukog pobjednika i drugog nositelja Rogera Federera. Time se plasirao u četvrto kolo čime je ponovio uspjeh iz 2013. Ondje je poražen u pet setova od Nicka Kyrgiosa unatoč činjenici da je u četvrtom setu imao meč loptu.
2015. godine je nastupio na jubilarnom desetom izdanju Zagreb Indoorsa gdje je stigao do finala u kojem je izgubio od Španjolca Garcíje-Lópeza nakon sat i 36 minuta igre. Bio je to njihov peti međusobni susret i prvi Seppijev poraz.

## Kontroverze
2011. godine Jedinica za teniski integritet je sastavila dva popisa tenisača koji su pod istragom i onih koji su sumnjivi zbog namještanja teniskih mečeva. Na popisu igrača pod istragom bio je i Seppi zajedno uz Filippa Volandrija, Nikolaja Davidenka, Janka Tipsarevića, Michaëla Llodru, Victorije Azarenke, Agnieszke Radwańske i drugih.

## Privatni život
Seppi osim materinjeg talijanskog govori i njemački te engleski jezik. Ima nadimak Andy dok mu je trener Massimo Sartori dao nadimak Seppio. Navijač je AC Milana.

## ATP finala

### Pojedinačno (3:5)
| Ishod   | Datum               | Turnir            | Podloga         | Protivnik              | Rezultat                  |
| ------- | ------------------- | ----------------- | --------------- | ---------------------- | ------------------------- |
| Poraz   | 13. rujna 2007.     | Gstaad, Švicarska | zemlja          | Paul-Henri Mathieu     | 7–6(7–1), 4–6, 5–7        |
| Pobjeda | 18. lipnja 2011.    | Eastbourne, UK    | trava           | Janko Tipsarević       | 7–6(7–5), 3–6, 5–3, odus. |
| Pobjeda | 6. svibnja 2012.    | Beograd, Srbija   | zemlja          | Benoît Paire           | 6–3, 6–2                  |
| Poraz   | 24. lipnja 2012.    | Eastbourne, UK    | trava           | Andy Roddick           | 3–6, 2–6                  |
| Poraz   | 23. rujna 2012.     | Metz, Francuska   | beton (dvorana) | Jo-Wilfried Tsonga     | 1–6, 2–6                  |
| Pobjeda | 21. listopada 2012. | Moskva, Rusija    | beton (dvorana) | Thomaz Bellucci        | 3–6, 7–6(7–3), 6–3        |
| Poraz   | 8. veljače 2015.    | Zagreb, Hrvatska  | beton (dvorana) | Guillermo García-López | 6–7(4–7), 3–6             |
| Poraz   | 21. lipnja 2015.    | Halle, Njemačka   | trava           | Roger Federer          | 6–7(1–7), 4–6             |

### Parovi (0:6)
| Ishod | Datum               | Turnir           | Podloga         | Partner            | ProtivniCI                        | Rezultat           |
| ----- | ------------------- | ---------------- | --------------- | ------------------ | --------------------------------- | ------------------ |
| Poraz | 4. veljače 2006.    | Zagreb, Hrvatska | beton (dvorana) | Davide Sanguinetti | Jaroslav Levinský Michal Mertinák | 7–6(7–1), 4–6, 5–7 |
| Poraz | 18. srpnja 2010.    | Båstad, Švedska  | zemlja          | Simone Vagnozzi    | Robert Lindstedt Horia Tecău      | 1–6, 2–6           |
| Poraz | 10. listopada 2010. | Tokio, Japan     | beton           | Dmitrij Tursunov   | Eric Butorac Jean-Julien Rojer    | 3–6, 2–6           |
| Poraz | 7. siječnja 2011.   | Doha, Katar      | beton           | Daniele Bracciali  | Rafael Nadal Marc López           | 1–6, 2–6           |
| Poraz | 16. lipnja 2011.    | Eastbourne, UK   | trava           | Grigor Dimitrov    | Jonathan Erlich Andy Ram          | 1–6, 2–6           |
| Poraz | 6. listopada 2013.  | Peking, Kina     | beton           | Fabio Fognini      | Max Mirnji Horia Tecău            | 4–6, 2–6           |

## Vanjske poveznice
- Profil tenisača na ATP World Tour.com
- Seppijeve službene web stranice  Arhivirana inačica izvorne stranice od 10. ožujka 2013. (Wayback Machine)